# Кукланова, Екатерина Парфирьевна
Екатери́на Порфи́рьевна Кукланова (в девичестве Панкина; 17 января 1924 (по другим данным, 12 января), с. Долгоруково, Сердобский уезд, Саратовская губерния, СССР) — управляющая отделением Бургун-Маджарского виноградарского совхоза Министерства пищевой промышленности РСФСР, Герой Социалистического Труда (1971).

## Биография
Родилась 17 января 1924 года в селе Долгоруково Сердобского уезда Саратовской губернии (ныне Сердобского района Пензенской области), в крестьянской семье. По национальности русская.
В начале 1938 года вместе с семьёй переехала на Ставрополье, в 1941 году окончила среднюю школу №1 в с. Левокумское и начала работать в виноградарской бригаде совхоза «Росглаввино» под руководством её отца, садовода Порфирия Ивановича Панкина. В августе 1942 года ввиду приближения немецких войск к Ставрополью, занималась эвакуацией скота на территорию Азербайджанской ССР. В городе Шемахы недолгое время возглавляла бригаду виноградарей в винсовхозе до призыва в том же месяце в Красную Армию.
Служила зенитчицей, затем — планшетистом станции орудийной наводки (СОН-2) зенитной батареи в составе 125-го (по другим данным, 195-го) зенитно-артиллерийского полка. В 1943 году вступила в ВКП(б).
После освобождения Ставрополья от оккупации вернулась домой и с июля 1943 года работала управляющей виноградарского отделения № 1 винсовхоза «Левокумский». За быстрое восстановление виноградных плантаций после оккупации в 1944 году награждена нагрудным знаком «Отличник соцсоревнования Наркомпищепрома СССР».
В 1944 году поступила в Прасковейский техникум виноградарства и виноделия, получив специальность техника-технолога виноделия, в 1946 году по распределению направлена на работу в винсовхоз «Бургун-Маджарский» Левокумского района, где проработала около 40 лет агрономом-виноградарем, бригадиром, управляющей отделением производственного участка № 1.
По итогам 4-й пятилетки (1946—1950) награждена орденом Трудового Красного Знамени, по итогам работы в 7-й семилетке (1959—1965) — орденом «Знак Почёта». Многократный участник Выставки достижений народного хозяйства (ВДНХ) СССР.
Указом Президиума Верховного Совета СССР от 26 апреля 1971 года «за выдающиеся успехи, достигнутые в выполнении заданий пятилетнего плана по развитию пищевой промышленности», удостоена звания Героя Социалистического Труда с вручением ордена Ленина и золотой медали «Серп и Молот».
В 1985 году вышла на заслуженный отдых. Проживала в посёлке Малосадовый Левокумского района.

## Признание и награды
Избиралась депутатом Левокумского районного и сельского Советов народных депутатов. Почётный гражданин Левокумского района (07.10.1999).
Награждена орденами Ленина (20.04.1971), Трудового Красного Знамени (06.03.1951), «Знак Почёта» (30.04.1966), медалями, в том числе «За оборону Кавказа» (01.05.1944), медаль «За доблестный труд в Великой Отечественной войне 1941—1945 гг.», медаль «За победу над Германией в Великой Отечественной войне 1941—1945 гг.», медаль Жукова, а также медалями ВДНХ СССР.
Иные награды:
- Значок «Отличник соцсоревнования Наркомпищепрома СССР» (1944)[1]
- Почётная грамота Верховного Совета СССР[1]
- Памятный орден ЦК КПРФ «100 лет ВЛКСМ» (2018)[6]
- Имя Героя занесено в книгу Трудовой Славы министерства пищевой промышленности СССР[1].